# Pseudoxandra
Pseudoxandra es un género de plantas con flores de la familia de las anonáceas, orden Magnoliales. Es originaria de América meridional.

## Taxonomía
El género fue descrito por Robert Elias Fries y publicado en Acta Horti Bergiani 12: 222. 1937.  La especie tipo es: Pseudoxandra leiophylla (Diels) R.E. Fr.

## Especies
- Pseudoxandra bahiensis Maas
- Pseudoxandra coriacea R.E.Fr.
- Pseudoxandra cuspidata Maas
- Pseudoxandra williamsii R.E.Fr.